# São Manços (Évora)
São Manços é uma vila portuguesa que foi sede da extinta Freguesia de São Manços do Município de Évora, freguesia que tinha 108,36 km² de área e 938 habitantes (2011), tendo, assim, uma densidade populacional de 8,7 hab/km².
Esta freguesia foi extinta em 2013, no âmbito de uma reforma administrativa nacional, para, em conjunto com São Vicente do Pigeiro, formar uma nova freguesia denominada União das Freguesias de São Manços e São Vicente do Pigeiro da qual é a sede.
A povoação de São Manços foi elevada à categoria de vila pela lei n.º 1519, de 29 de dezembro de 1923, juntamente com a também povoação eborense de São Miguel de Machede.
São Manços fez parte do Morgado de São Manços instituído por Vasco Martins de Pavia e sua mulher Dona Maria Fernandes Cogominho, sendo seus descendentes a família Mesquita Pimentel de Pavia. Segundo a lenda, terá sido no local onde se ergue a igreja paroquial desta freguesia que foi martirizado São Manços, que a tradição diz ter sido o primeiro Bispo de Évora.

## População
| População da freguesia de São Manços | População da freguesia de São Manços | População da freguesia de São Manços | População da freguesia de São Manços | População da freguesia de São Manços | População da freguesia de São Manços | População da freguesia de São Manços | População da freguesia de São Manços | População da freguesia de São Manços | População da freguesia de São Manços | População da freguesia de São Manços | População da freguesia de São Manços | População da freguesia de São Manços | População da freguesia de São Manços | População da freguesia de São Manços |
| ------------------------------------ | ------------------------------------ | ------------------------------------ | ------------------------------------ | ------------------------------------ | ------------------------------------ | ------------------------------------ | ------------------------------------ | ------------------------------------ | ------------------------------------ | ------------------------------------ | ------------------------------------ | ------------------------------------ | ------------------------------------ | ------------------------------------ |
| 1864                                 | 1878                                 | 1890                                 | 1900                                 | 1911                                 | 1920                                 | 1930                                 | 1940                                 | 1950                                 | 1960                                 | 1970                                 | 1981                                 | 1991                                 | 2001                                 | 2011                                 |
| 766                                  | 901                                  | 1 151                                | 1 162                                | 2 003                                | 2 119                                | 2 294                                | 2 574                                | 1 572                                | 1 622                                | 1 306                                | 1 203                                | 1 141                                | 1 016                                | 938                                  |

## Património
- Igreja de São Manços ou Capela de São Mansos
- Cruzeiro de São Manços
- Sítio arqueológico de Castelos de Monte Novo ou Cidade de Cuncos